# K.Dasarahalli, Kadur
K.Dasarahalli là một làng thuộc tehsil Kadur, huyện Chikmagalur, bang Karnataka, Ấn Độ.